# Helige Frälsarens katedral, Luanda
Helige Frälsarens katedral är en romersk-katolsk katedral i Luanda, Angola. Kyrkan är huvudsäte för den katolske biskopen i Luanda.

## Kyrkobyggnaden
Ursprungliga kyrkan uppfördes år 1628. År 1716 överfördes huvudstäderna för stiftet Angola och Kongo från San Salvador i Kongo till Luanda, vilket så småningom ledde till att kyrkan Los Remedios fick status som katedral. År 1877 var kyrkan i ruiner och restaurerades mellan åren 1880 och 1900. Vid den tiden fick kyrkan sitt nuvarande utseende, med tre dörrar och en fasad med krökt fronton.
År 1949 förklarades katedralen vara av allmänintresse, när den fortfarande ingick i det Portugisiska imperiet.